# Парадокс
Парадоксът е твърдение или група твърдения, които водят до противоречие или са в конфликт с интуитивната логика. В действителност обаче или противоречието е само привидно, или поставените условия в твърдението не могат да бъдат верни заедно или поотделно.
В логиката съществуват много парадокси, за които се знае, че са невалидни аргументи, но въпреки това са ценни за насърчаване на критичното мислене, докато други парадокси разкриват грешки в разсъждения, които някога са били приемани за строги; това е доведоло до по-строго аксиоматизиране на математиката и логиката.
Един пример е парадоксът на Ръсел: списъкът на тези и само тези списъци, които не съдържат себе си, съдържа ли себе си?
Нека вземем множеството от множествата, които не принадлежат на себе си.
Принадлежи ли то на себе си?
Други, като парадокса на Къри, не могат да бъдат лесно разрешени чрез извършване на основополагащи промени в логическа система.
Примерите за философски парадокс е корабът на Тезей: един кораб, който се ремонтира малко по малко, така че в крайна сметка се състои от съвсем различни части, дали е същият кораб, който е бил в началото?
Парадоксите могат да бъдат изображения или други обекти. Например Мориц Корнелис Ешер в много от своите рисунки представя парадокси, основани на перспективата, например стени, които от други гледни точка представляват подове, и стълбища, които се изкачват безкрайно.
Често думата „парадокс“ се отнася до иронични или неочаквани твърдения, например „стоенето е по-уморително от ходенето“.

## Логически парадокс
Логическите парадокси най-често възникват поради самопозоваване, безкрайно спускане, кръгови определения или объркване между различни равнища на абстракция.
Самопозоваване
Пример: „Това твърдение е невярно.“ — форма на парадокса на лъжеца. Изявлението се позовава на самото себе си. Друг пример за самопозоваване е парадоксът на бръснаря, който бръсне тези и само тези мъже, които не се бръснат сами: кой бръсне бръснаря?
Порочен кръг, или безкрайно спускане
Пример за порочен кръг е следната група изказвания:
„Следното изречение е вярно.“

„Предишното изречение е невярно.“

## Във философията
Вкус към парадоксите проявяват философите Лао-дзъ, Зенон Елейски, Хераклит, Майстер Екхарт, Хегел, Киркегор, Ницше, Гилберт Кийт Честертон и мнозина други. Например Сьорен Киркегор пише във Философските си фрагменти:
Човек не трябва да мрази парадоксите, защото парадоксът е страстта на мисълта, а мислител без парадокс е като любовник без страст — посредствен човек. Крайната цел на всяка страст е удовлетворението; същото важи за върховната страст на разбирането: волята за сблъсък, проявена в парадокса, води до неговия край. Това е върховният парадокс на мисълта: да искаш да откриеш нещо, което самата мисъл не може да мисли.

## В медицината
Парадоксална реакция на лекарство е обратното на това, което човек би очаквал, като например да се възбуди от успокоително лекарство или да се успокои от стимулант. Някои парадоксални реакции се срещат често и се използват редовно в медицината, например стимуланти като Adderall и Ritalin се използват за лечение на хиперактивност с дефицит на внимание. Други парадоксални реакции се появяват рядко и могат да бъдат опасни, тъй като са неочаквани; такава е например силната възбуда, причинена от бензодиазепин.

## Известни парадокси
- Парадокс на Айнщайн – Подолски – Розен
- Парадокс на дядото
- Парадокс на близнаците
- Парадокс на Галилей
- Парадокс на Мур
- Парадокс на неочакваното обесване
- Парадокс на Ръсел
- Парадокс на Ферми
- Буриданово магаре